# Димитрий (Кириаку)
Митрополи́т Дими́трий (греч. Μητροπολίτης Δημήτριος, англ. Metropolitan Demetrius, в миру Ви́ктор Кириаку́, греч. Βίκτωρ Κυριακού; род. 28 ноября 1974, Торонто, Канада) — епископ греческой православной старостильной юрисдикции ИПЦ Греции (Синод Хризостома); митрополит Американский (с 2014).

## Биография
Родился 28 ноября 1974 года в семье греческих эмигрантов из Веви Константина (принял монашеский постриг с именем Наум) и Хрисулы Кириаку, в Торонто, в Канаде и был младшим из трёх детей.
После ознакомительного проживания на Святой Земле и на Афоне, в 1994 году поступил в братство Спасо-Преображенского монастыря в Бостоне, где был пострижен в монашество с наречением имени Димитрий в честь Димитрия Солунского.
В 1999 году был рукоположен сан иеродиакона, а в 2005 году — в сан иеромонаха.
3 сентября 2006 года в храме святого Марка Эфесского в Бостоне был рукоположён в викарного епископа Карлайсльского, викария Бостонской митрополии. Хиротонию совершили митрополиты Ефрем (Спанос), Макарий (Катре) и Моисей (Махани).
8 (21) сентября 2012 года вместе с другими клириками, монашествующими и мирянами в разных частях США был принят в юрисдикцию «флоринитского» Синода Церкви ИПХ Греции и избран епископом Бостонским.
21 сентября (3) октября 2012 года избран настоятелем Успенского монастыря в Берсвилле и стал его первым настоятелем.
6 (19) февраля 2014 года избран митрополитом Американским. Интронизация состоялась 11 мая в соборе св. Маркеллы в Астории.
13 октября 2015 года в день обретения мощей святителя Иоанна Шанхайского и Сан-Францисского, почитаемого в возглавляемой им епархии как «убеждённого защитника традиционного православия», основал монастырь, посвящённый этому святому и стал его настоятелем. Там же расположилась и резиденция митрополита Димитрия. После этого при помощи экспертов и их советов братия будущего монастыря приступила к строительству и обновлению новой церкви, кухни и трапезной и многих других проектов.